# Cầy mangut đuôi trắng
Cầy mangut đuôi trắng (danh pháp khoa học: Ichneumia albicauda) là một loài động vật có vú trong họ Cầy mangut, bộ Ăn thịt. Loài này được G.[Baron] Cuvier mô tả năm 1829.
Cầy mangut đuôi trắng sinh sống ở hầu hết châu Phi phía nam sa mạc Sahara, và phần phía nam của bán đảo Ả Rập. Chúng sinh sống trong một loạt các môi trường sống, từ bán sa mạc để trồng cây cỏ nhiệt đới, nhưng tránh những khu vực ẩm ướt như lưu vực sông Congo hoặc các khu vực cực kỳ khô cằn. Chúng thích các vùng có cây bao phủ dày, chẳng hạn như các bìa rừng và suối lởm chởm. 
Chúng có trọng lượng khoảng 6,4-9,2 lb (2,9-4,2 kg), có chiều dài đầu và thân 21-28 năm (53-71 cm) và đuôi dài 16-19 năm (40-47 cm). Chân của chúng là tương đối dài đối với một loài cầy mangut.

## Hình ảnh

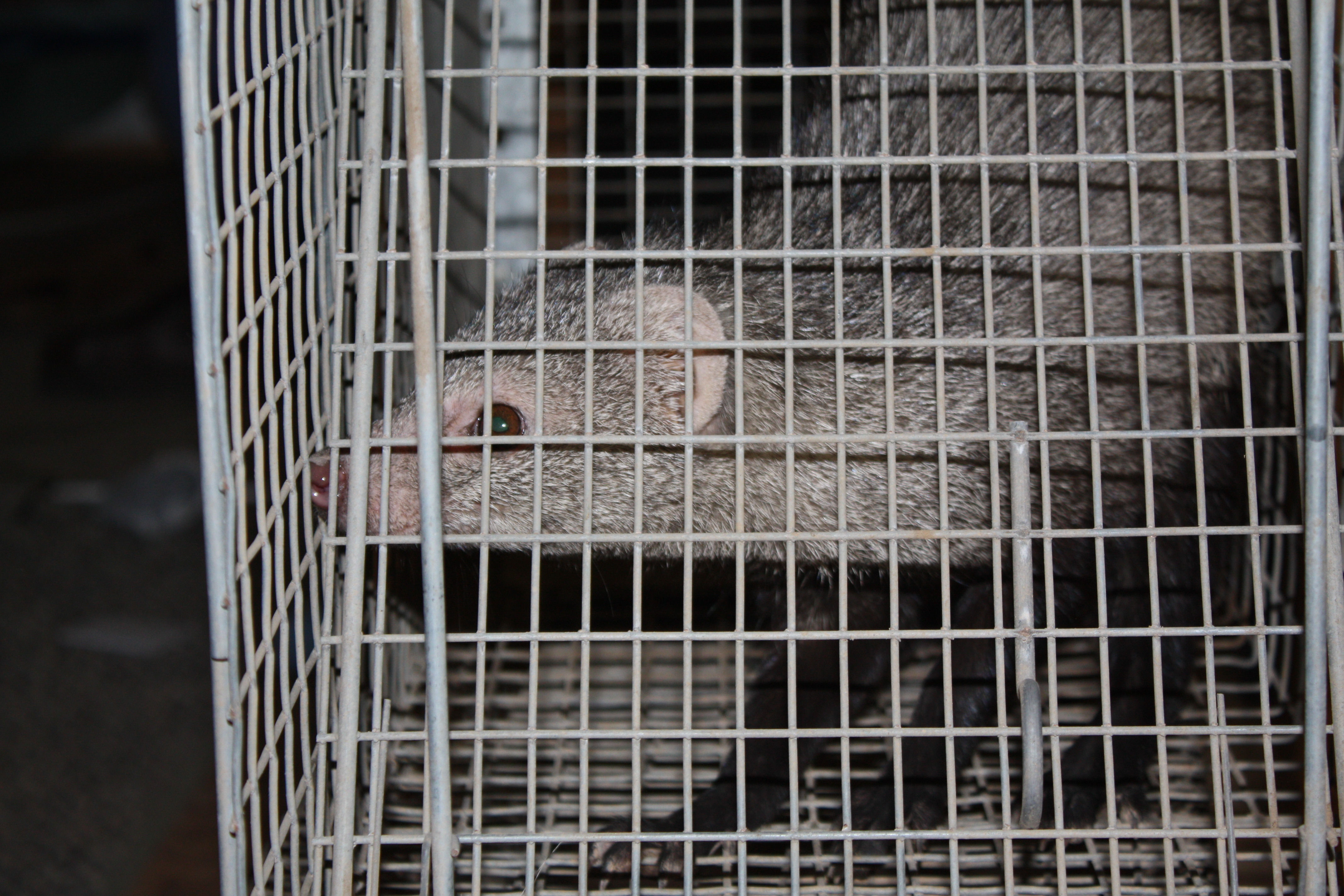
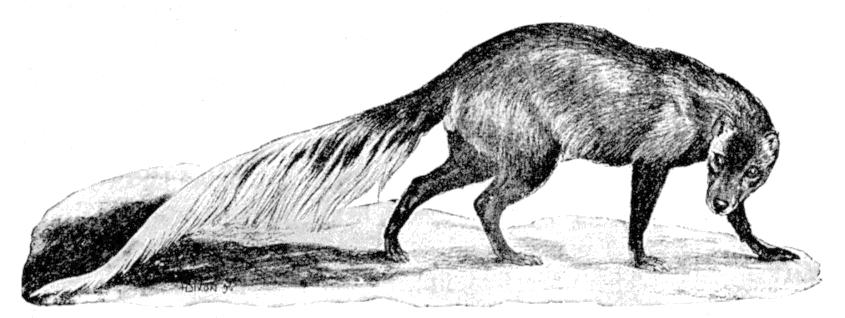
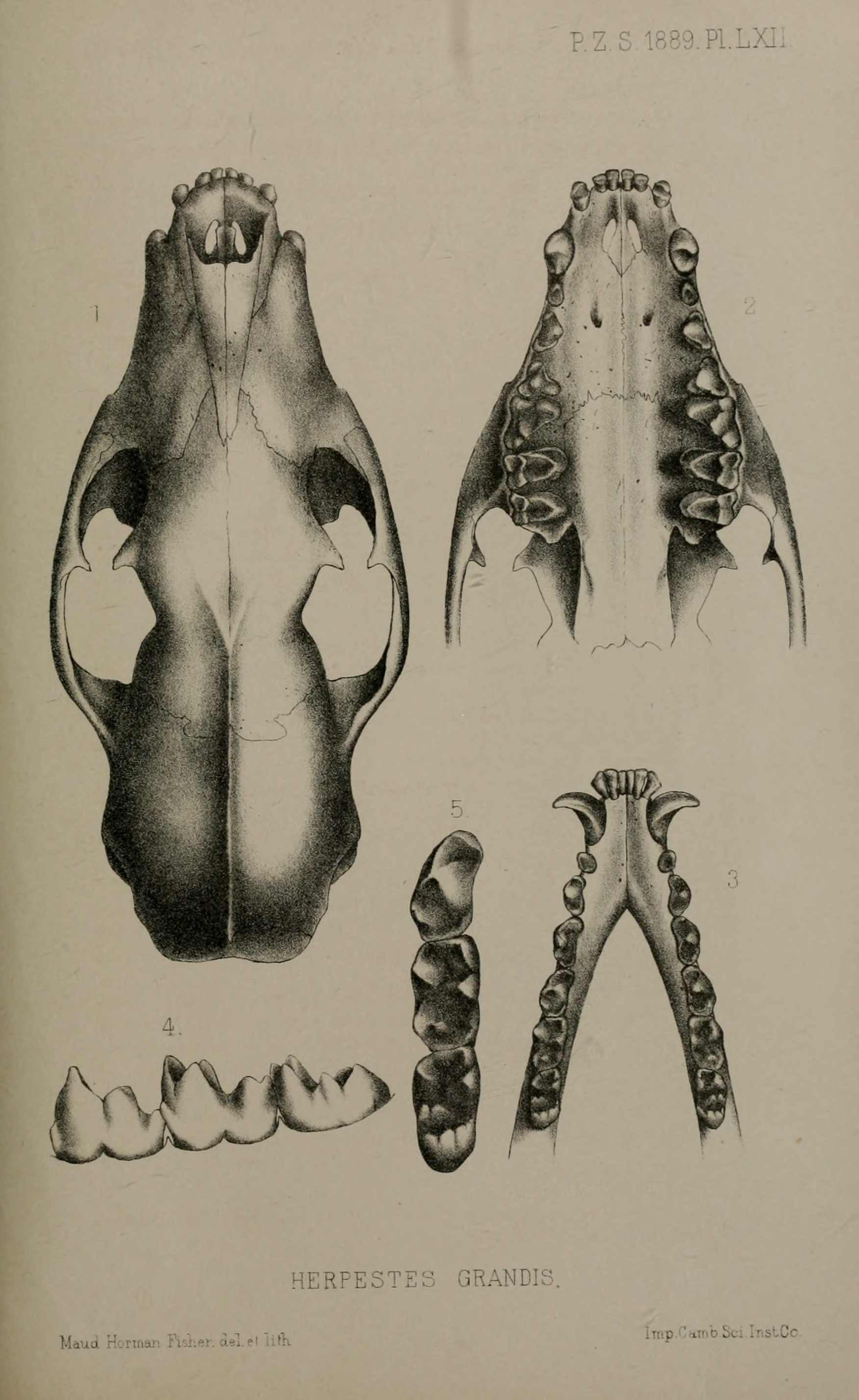